# Journal of Interdisciplinary History
Journal of Interdisciplinary History (с англ. — «Журнал междисциплинарной истории») — ежеквартальный рецензируемый академический журнал, основанный в 1969 году. Издаётся издательством Массачусетского технологического института. Охватывает широкий круг исторических направлений и периодов, связывая историю с другими научными дисциплинами.

## Описание
Journal of Interdisciplinary History был создан в 1969 году Школой гуманитарных, искусствоведческих и социальных наук Массачусетского технологического института (Кембридж, штат Массачусетс, США). Его создание было связано растущим с 1960-х годов интересом историков к смежным историческим дисциплинам.
Журнал публикует статьи, исследовательские заметки и обзорные эссе по направлениям, охватывающим все географические области и периоды истории на темы социальной, демографической, политической, экономической и технологической историй, историй семьи и культуры, психоистории и пр. В них используются различные методологические подходы с антропологической, филологической, палеонтологической и других точек зрения. Также журнал публикует рецензии на книги, которые связывают исторические исследования с этими прикладными областями знаний.
С момента создания журнала, его бессменными главными редакторами являлись Р. И. Ротберг и Т. К. Рабб (ум. 2019). В редакционный и консультативный советы журнала в разное время входили такие учёные, специализирующиеся на междисциплинарной или сравнительной истории, как Д. Ландес, Г. Розовский, С. Тернстром, Ч. Тилли, С. Хоффманн, Т. Кун, У. А. Льюис, М. Вайнер и другие.